# Socjalizm utopijny
Socjalizm utopijny – ideologia mająca na celu zniesienie własności prywatnej jako źródła wyzysku i zmianę dotychczasowych stosunków wspólnotą majątkową i równością wszystkich obywateli.

## Historia
Idee sprawiedliwego społeczeństwa pojawiały się w postaci legend i podań ludowych już w ustroju niewolniczym i feudalnym; zwykle miały one charakter chaotyczny, nieusystematyzowany. Marzenia o tym ideale można już znaleźć w powstałych w zaraniu cywilizacji legendach ludowych o „złotym wieku”. Ruchy wyzwoleńcze mas pracujących starożytności i średniowiecza wysuwały wiele komunistycznych w istocie rzeczy żądań. Pierwsze wielkie prace dotyczące socjalizmu utopijnego pochodzą z XVI i XVII w. (z doby renesansu), tzn. z okresu kształtowania się i rozwoju kapitalizmu. Twórcą socjalizmu utopijnego był angielski myśliciel-humanista Tomasz Morus. Główną cechą ustroju społecznego zarysowanego w Utopii Morusa jest to, że nie ma tu własności prywatnej.
Drugim wybitnym teoretykiem socjalizmu utopijnego był włoski filozof Tommaso Campanella. W XVIII wieku prąd utopijny zdobył poparcie na terenie Francji, z poglądami określanymi współcześnie jako socjalizm utopijny kojarzeni byli wówczas Jan Meslier, Gabriel Mably, Morelly.
Procesy industrializacyjne i mechanizacyjne zachodzące od początków XIX wieku (najpierw w Anglii, Francji, Niemczech, potem w Europie Środkowej i Wschodniej) spowodowały pojawienie się nowych grup społecznych – robotników wielkoprzemysłowych i kapitalistów-przemysłowców. Warunki pracy, płacy i życia robotników były bardzo złe, a ulegały dalszemu pogorszeniu przede wszystkim dlatego, że napływ do miast dużej liczby ludzi poszukujących pracy powodował konkurencję na rynku pracy. Spadek poziomu życia robotników i szybko rosnące nierówności społeczne były dostrzegane przez filozofów, ekonomistów, a nawet samych przemysłowców. Jednak zło widzieli oni wyłącznie w egoistycznych postawach indywidualistycznych, które zmieniały niekorzystnie rzeczywistość i propagowali altruizm oraz dobro wspólne. Drogą do osiągnięcia tego miała być świadomie zorganizowana wspólnota, która zapewni każdej jednostce należne jej miejsce. W połowie lat trzydziestych XIX w. owe dążenia do stworzenia systemu idealnego, bez egoizmu, przymusu i wyzysku, zyskały nową nazwę – socjalizm.
Pierwsi teoretycy nowej idei, zwani socjalistami utopijnymi, odwoływali się do dobrej woli społeczeństwa i ewolucyjnego charakteru przebudowy świata. Chcieli zastąpić tradycyjny układ pracodawca – robotnik wymyślonymi przez siebie dobrowolnymi zrzeszeniami produkcyjnymi. Przedstawicielami nurtu byli m.in. Robert Owen, Henri de Saint-Simon, Charles Fourier, Zenon Świętosławski, Matti Kurikka. 
Niektórzy badacze socjalizmu utopijnego podkreślają silne inspiracje chrześcijaństwem, które towarzyszyły niektórym z rewelatorów tego nurtu. Tak np. socjalizm utopijny lat 30–40. XIX w. często powoływał się na idee komunizmu ewangelicznego (Étienne Cabet, Wilhelm Weitling, Esquiros)  .
Historyczna rola socjalizmu utopijnego polega na tym, że jest on poprzednikiem socjalizmu naukowego i naukowego komunizmu, jednym z ideologicznych źródeł marksizmu, który przekształcił socjalizm z utopii w naukę  .